# فینال جام جهانی فوتبال ۱۹۶۶
فینال جام جهانی فوتبال ۱۹۶۶، رقابت پایانی جام جهانی فوتبال ۱۹۶۶ است که مابین تیم ملی فوتبال انگلستان و تیم ملی فوتبال آلمان غربی در ورزشگاه ومبلی، لندن برگزار شده‌است.
این مسابقه که در تاریخ ۳۰ ژوئیه ۱۹۶۶ انجام شده‌است، در وقت اضافه با نتیجه ۴ بر ۲ به سود تیم ملی فوتبال انگلستان به پایان رسید.